# Coelotes notoensis
Coelotes notoensis là một loài nhện trong họ Amaurobiidae.
Loài này thuộc chi Coelotes. Coelotes notoensis được miêu tả năm 2009 bởi Nishikawa.